# Zeijen

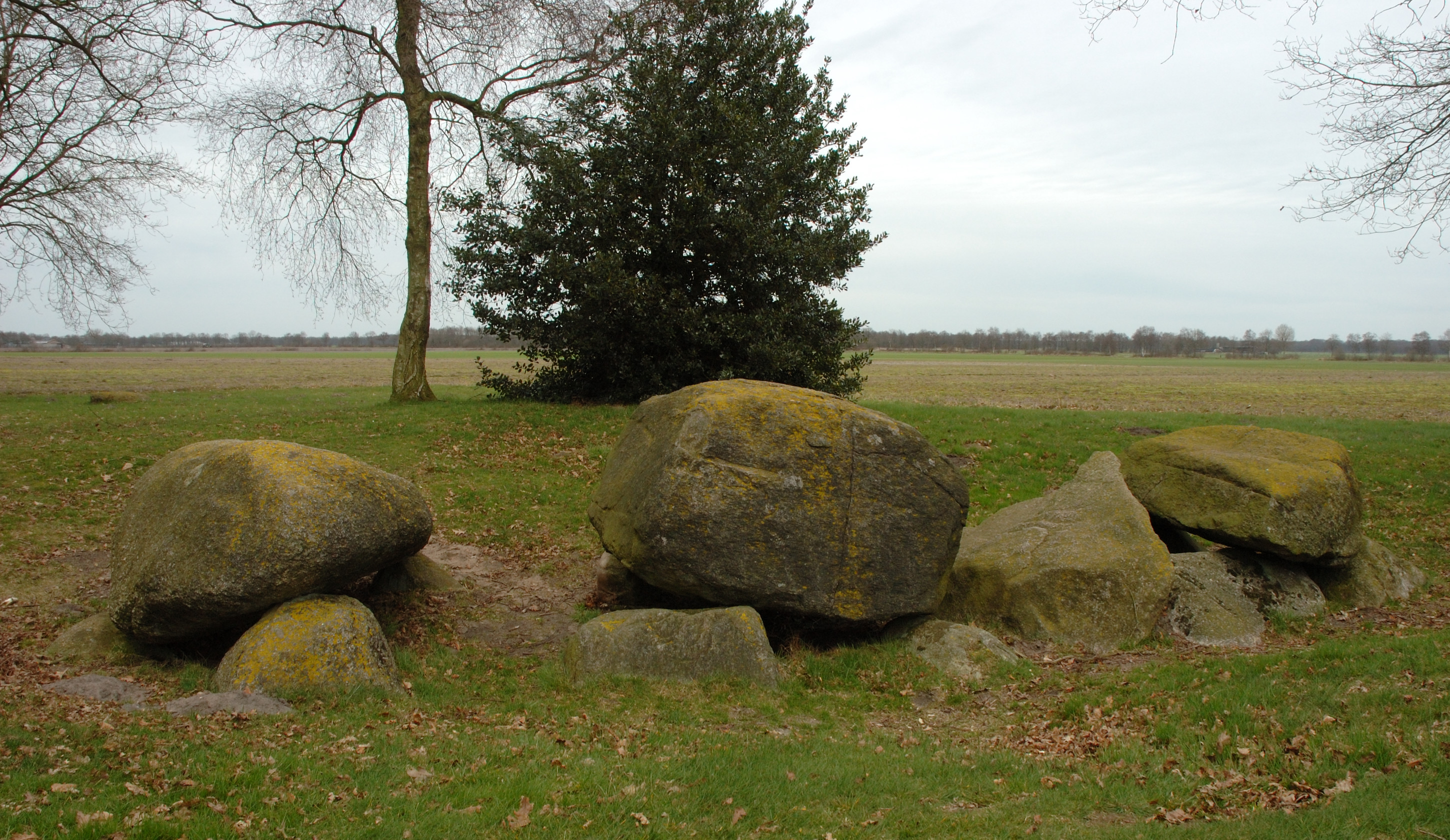
Dolmen nära Zeijen.

Zeijen är en by i den nederländska provinsen Drenthe. Zeijen är en del av kommunen Tynaarlo och hade år 2001  447 invånare.
Byn är födelseort till fotbollsspelaren Jos Hooiveld.